# قوام الدولة
أبو الفوارس قوام الدولة (نيسان 1000 - تشرين الأول/تشرين الثاني 1028)، كان حاكمًا بويهيًا لكرمان (1012-1028). وكان ابن بهاء الدولة.

## السيرة
عندما أصبح شقيق أبي الفوارس سلطان الدولة الأمير الأكبر للبويهيين في عام 1012، عيَّن أبا الفوارس حاكمًا لكرمان. وعندما غادر سلطان الدولة فارس إلى العراق حوالي عام 1017، قرر قوام الدولة الهجوم. وبدعم من الغزنويين، غزا فارس. وأدى هجوم مضاد إلى طرده من تلك المحافظة، لكنه نجح في الاحتفاظ بسيطرته على كرمان. تُوفي سلطان الدولة سنة 1024م، وتمكن ابنه أبو كاليجار مرزبان من السيطرة على فارس. وفي نهاية المطاف، انخرط قوام الدولة وأبو كاليجار في أعمال عدائية ضد بعضهما البعض؛ ولم يتوقف القتال إلا عندما تُوفي قوام الدولة في أواخر عام 1028، بعد تسميمه،، واستولى أبو كاليجار على كرمان.